# Richard Mayo
Richard Walden Mayo (12. juni 1902 i Massachusetts – 10. november 1996 i Florida) var en amerikansk sportsudøver som deltog i de olympiske lege 1928 i Amsterdam og 1932 i Los Angeles.
Mayo vandt en bronzemedalje i moderne femkamp under OL 1932 i Los Angeles. Han kom på en tredjeplads efter Johan Gabriel Oxenstierna og Bo Lindman begge fra Sverige. 